# Ivan Zajec
Ivan Zajec, slovenski kipar, * 15. julij 1869, Ljubljana, † 30. julij 1952, Ljubljana.

## Življenje in delo
Zajec se je rodil v Ljubljani očetu Francu Ksaverju Zajcu, priznanemu kiparju, in materi Josipini Walland. Mati je umrla kmalu po Ivanovem rojstvu, zato je bil Ivan nekaj časa v oskrbi pri teti na Igu. Obiskoval je ljubljansko ljudsko šolo (1876–1882), nato pa 2 leti večerni vajeniški gradbeni tečaj na realki in se obenem učil kiparstva pri očetu. Nadaljeval je na dunajski obrtni šoli in kasneje na dunajski akademiji, kjer je bil med najboljšimi študenti. Za svoje delo je prejel več priznanj, med drugim Fügerjevo medaljo za plastiko »Prestrašeni satir« leta 1894 ter klasicistično oblikovano skupino »Adam in Eva« leta 1896.
Po končanem študiju je delal v ateljeju kiparja Theodorja Friedla in nato odprl svoj atelje na Dunaju, kjer je izdeloval pretežno naročila »umetno-obrtnega značaja« ter ustvaril nekaj pomembnejših del z alegorično, mitološko in žanrsko vsebino. Seznanil se je z Antonom Ažbetom in obiskoval gliptoteke z antičnimi in renesančnimi mojstrovinami. Med bivanjem v Parizu (1906–1909) je obiskal London (1906) in ZDA (1907), po vrnitvi v Ljubljano pa ni imel ustreznih pogojev za delo in se je preselil v Trst in nato v Rim, kjer se je zaposlil pri Ivanu Meštroviću. Po koncu prve svetovne vojne se je vrnil v Ljubljano. Od leta 1920 je deloval tudi na oddelku za arhitekturo Tehniške srednje šole in od leta 1927 kot predavatelj modeliranja na Tehniški fakulteti Univerze v Ljubljani. Upokojil se je leta 1940.
Zajec je zastopal državo SHS na Poletnih olimpijskih igrah leta 1924 v umetniškem tekmovanju. S starostjo 54 let in 293 dni je bil najstarejši olimpijec, ki je kadarkoli nastopil za Jugoslavijo. Najbolj znano Zajčevo delo je Prešernov spomenik v Ljubljani, ki ga je izdelal v sodelovanju z Maksom Fabianijem. Podstavek spomenika je delo Fabianija (1900–1905), kompozicijo z muzo in reliefoma pa je zasnoval Zajec. Kip je bil slovesno odkrit septembra 1905. Zajec je izdelal tudi kapelico najpremožnejše kranjske družine Majdič in visoki relief na fasadi cerkve sv. Jakoba na ljubljanskem Levstikovem trgu.
Leta 1950 je Zajec prejel Prešernovo nagrado za življenjsko delo. Umrl je leta 1952 v Ljubljani, star 83 let.